# Liste von Jugendorganisationen der Europäischen politischen Parteien
Diese Liste umfasst Jugendorganisationen der politischen Parteien auf europäischer Ebene.

## Jugendorganisationen der registrierten europäischen politischen Parteien
- European Christian Political Youth Network (ECPYN, Europäische Christliche Politische Bewegung)
- European Free Alliance Youth (EFAY, Europäische Freie Allianz)
- European Liberal Youth (LYMEC, Allianz der Liberalen und Demokraten für Europa)
- European Left Youth Network (ELYN, Europäische Linke)
- European Young Conservatives (EYC, Europäische Konservative und Reformer)
- Vereinigung Junger Europäischer Grüner (FYEG, Europäische Grüne Partei)
- Young Democrats for Europe (Europäische Demokratische Partei)
- Young European Socialists (YES, Sozialdemokratische Partei Europas)
- Youth of the European People’s Party (YEPP, Europäische Volkspartei)

## Jugendorganisationen weiterer Parteien
- Young Pirates of Europe (YPE, Europäische Piratenpartei)